# Булка (оповідання)
«Булка» — оповідання Леся Мартовича. Уперше опубліковано у Львові 1900 року в збірочці оповідань «Нечитальник».

## Історія появи та друку
Оповідання, ймовірно, було написане в 1899 році, й опубліковане у Львові накладом Українсько-руської видавничої спілки в 1900 році в другій, за ліком, збірці покутського автора. Для Українсько-руської видавничої спілки то була Серія І. № 23.
Після першої свої творчої спроби, Мартович не був у захваті від відгуків на свого літературного первістка. Тому майже десятиліття він не вдавався до писання. Та перебуваючи в колі активних українців та маючи чимало друзів літераторів (Стефаника, Павлика та інших) він раз по раз та навертався в сторону літератури. Тим більше, що в товаристві він вважався найкращим оповідачем та ще й гострим на слівце.
Відтак, саме наприкінці століття Мартович знову навернувся до літератури й написав кілька оповідок, зокрема й оповідання «Булка». За ідеєю та сенсом воно доволі близько перегукується із твором Антона Чехова «Смерть чиновника».
Саме після публікації збірки оповідань, в якій була оповідка «Булка», за Лесем Мартовичем закріпилося звання гостросоціального молодого письменника, який найперше бачить і відтворює комічні сторони життя своїх сучасників. Їхня темність, забитість пояснюється вузькістю життєвої стежини, визначеної селянинові, його безправ'ям, мілиною інтересів, міщанським розумом.

## Сюжет
Міщанство, як одна з найпоширеніших вад людини у його найрізноманітніших проявах стало об'єктом сатиричної рефлексії в оповіданні «Булка».
Урядник Мілько вважає свою кар'єру закінченою, бо його побачив маршалок біля ятки з дешевими булками. Мілько переконаний, що купувати самому булку образливо для його «урядничої» совісті, тому й не спить уночі, тремтить, скаржиться дружині.
Саме таким чином Мартович охарактеризовує тодішнє міщанство, яке виявляє себе в безпідставній гоноровитості, марнославстві, дріб'язковості; у надмірній увазі до зовнішньої атрибутики життя, як наслідок, — у чиноплазуванні, лицемірності.

## Дійові особи
- Пан Мілько — дрібний урядник («у десятій ранзї»);
- Пан Маршалок — польський урядник вищого місцевого рангу;
- Жінка Мілька — дружина Мілька із багатшого роду;
- Пан Х. — співурядник Мілька.

## Публікації
- В однойменній збірці «Не-читальник» — Львів, 10.08.1900, с. 12—15.
- У зібранні творів «Лесь Мартович. Твори (в 3-х томах)» — Краків, 1943.

Пізніше, оповідання друкувалося у радянські часи в скорочених збірках Мартовича. Іноді, редактори адаптовували стиль і текст автора під сучасний лад.